# Shakopee
Shakopee ist eine Stadt in Minnesota, USA. Das U.S. Census Bureau hat bei der Volkszählung 2020 eine Einwohnerzahl von 43.698 ermittelt. Sie ist Verwaltungssitz des Scott County. Heute zählt sie zu den am schnellsten wachsenden Städten in Minnesota.

## Geschichte
Die Stadt Shakopee wurde 1857 am Rande des Minnesota River gegründet. Östlich des heutigen Shakopee wurde durch die Dakota von Chief Shakopee ein Dorf mit dem Namen Teen-tah-o-tan-wa gegründet. Im Gedenken wurde die heutige Stadt nach ihm benannt.

### Explosion in der Rahr Malting Company
Bei einer Explosion in der 1935 gegründeten Getreidefirma Rahr Malting Company wurden am 25. April 2013 mehrere Personen verletzt. Die Explosion in einem der Getreidesilos ereignete sich um 12:45 Uhr Ortszeit. Das Feuer griff anschließend auf zwei Tanks des Energieunternehmens Koda Energy über und legte teilweise die Stromversorgung lahm.

## Geografie
Shakopee liegt im Südwesten der Metropolregion der Twin Citys, knapp 40 Kilometer von Minneapolis entfernt. Zudem liegt es in der Nähe des Minnesota River. Nach den Angaben des United States Census Bureau beträgt die Fläche der Stadt 73,7 km².

## Sehenswürdigkeiten

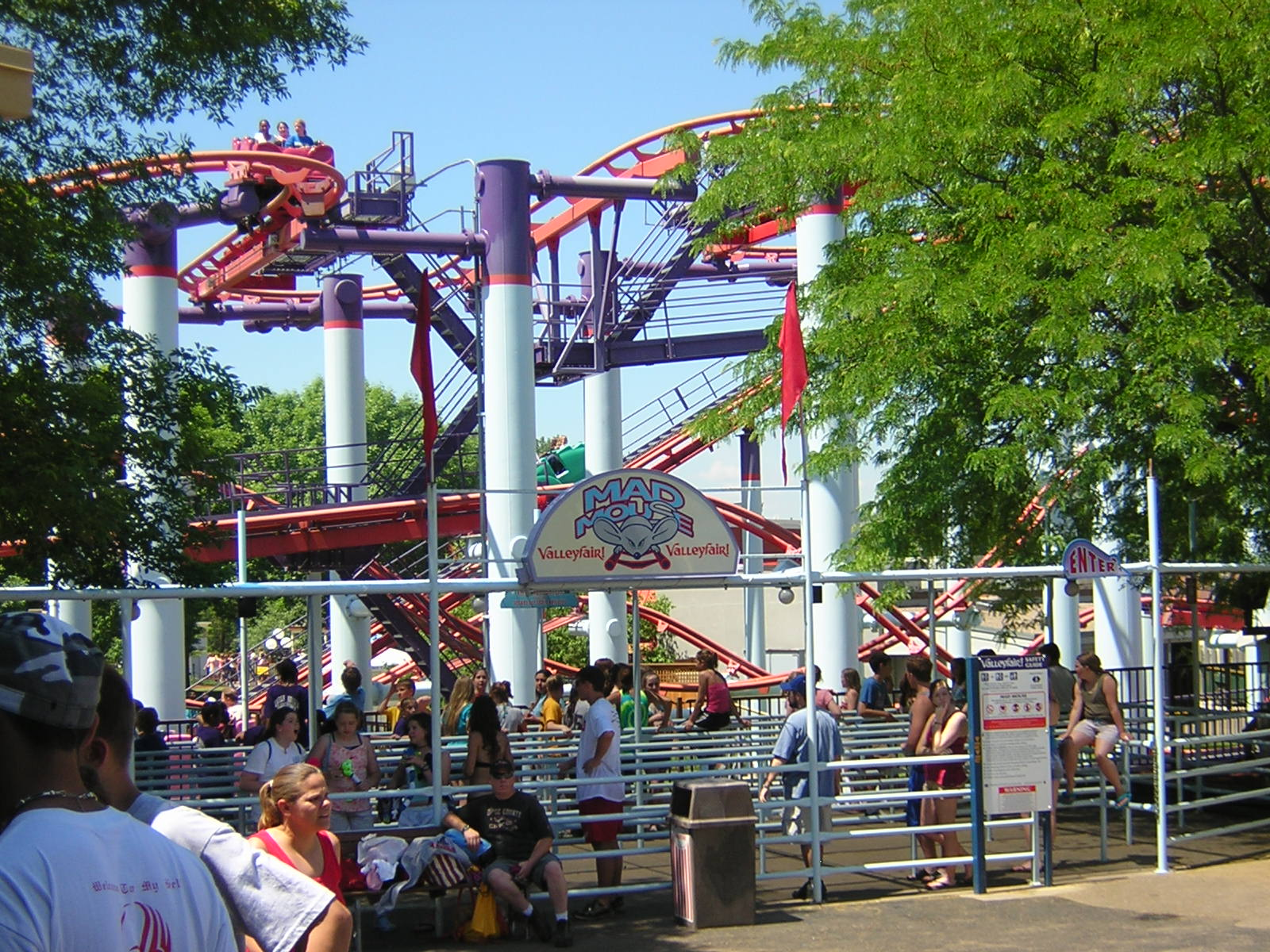
Die MadMouse im Valleyfair!-Freizeitpark

Zu den Sehenswürdigkeiten von Shakopee zählen:
- Valleyfair!-Freizeitpark
- Historic Murphy’s Landing
- Canterbury Park Racetrack

## Demografische Daten
Nach der Volkszählung im Jahr 2000 lebten in Shakopee 20.568 Menschen in 7.540 Haushalten und 5.360 Familien. Die Bevölkerungsdichte beträgt 279 Einwohner pro km². Ethnisch betrachtet setzt sich die Bevölkerung aus über 91 Prozent weißer Bevölkerung und einer asiatisch- bzw. latinostämmigen Minderheit zusammen.

## Söhne und Töchter der Stadt
- Maurice Stans (1908–1998), US-Handelsminister unter Richard Nixon
- Booker Coplin (* 1997), Basketballspieler